# بوهدان کووالنکو
بوهدان کووالنکو (اوکراینی: Богдан Русланович Коваленко؛ زادهٔ ۲۴ آوریل ۱۹۹۷) بازیکن فوتبال اهل اوکراین است.
وی همچنین در تیم ملی فوتبال Ukraine-16 بازی کرده‌است.